# Sapromyza inconspicua
Sapromyza inconspicua är en tvåvingeart som beskrevs av Baez 2001. Sapromyza inconspicua ingår i släktet Sapromyza och familjen lövflugor. Inga underarter finns listade i Catalogue of Life.